# Babylon II
Babylon II of Eerste dynastie van het Zeeland was een dynastie die met name de macht uitoefende over het Zeeland en mogelijk korte tijd ook in Babylon heerste. Ze maakten daarbij gebruik van de chaos na de inname van Babylon door de Hettieten, maar werden al snel door de Kassieten van Babylon III teruggeworpen op het verre zuiden. Traditioneel worden zij op de koningslijsten als tweede dynastie van Babylon gerekend, maar zij regeerden gelijktijdig met het laatste deel van de eerste en het eerste deel van de derde dynastie. Slechts met groot voorbehoud kan 1732-1460 v.Chr. (in de korte chronologie) als de duur van hun bewind gegeven worden. Er is weinig over deze koningen bekend behoudens vermelding op de koningslijsten A en B en de Assyrische Synchronistische koningslijst A.117.
De koningen dragen verheven pseudo-Sumerische namen die de gloriedagen van de dynastie van Isin trachten op te roepen, hoewel in deze tijd het Sumerisch al een dode taal was. De derde koning droeg zelfs dezelfde naam als de laatste Isin-koning Damiq-ilišu.

## De koningslijsten
Volgens de koningslijsten A en B waren er de volgende koningen:
| Positie | Koningslijst A | Koningslijst B                 | Aangegeven duur | Tijdgenoot                        |
| ------- | -------------- | ------------------------------ | --------------- | --------------------------------- |
| 1       | Ilima[ii]      | Ilum-ma-ilī                    | 60 jaar         | Samsu-iluna en Abi-ešuh (Babylon) |
| 2       | Ittili         | Itti-ili-nībī                  | 56 jaar         |                                   |
| 3       | Damqili        | Damqi-ilišu II                 | 36 jaar         | Adasi (Assyrië)                   |
| 4       | Iški           | Iškibal                        | 15 jaar         | Bēlu-bāni (Assyrië)               |
| 5       | Šušši, brother | Šušši                          | 26 jaar         | Lubaia (Assyrië)                  |
| 6       | Gulki…         | Gulkišar                       | 55 jaar         | Šarma-Adad I (Assyrië)            |
| 6a      |                | mDIŠ-U-EN                      | ?               | LIK.KUD-Šamaš (Assyrië)           |
| 7       | Peš-gal        | Pešgaldarameš, zijn zoon, idem | 50 jaar         | Bazaia (Assyrië)                  |
| 8       | A-a-dàra       | Ayadaragalama, zijn zoon, idem | 28 jaar         | Lulla (Assyrië)                   |
| 9       | Ekurul         | Akurduana                      | 26 jaar         | Šu-ninua (Assyrië)                |
| 10      | Melamma        | Melamkurkurra                  | 7 jaar          | Šarma-Adad II (Assyrië)           |
| 11      | Eaga           | Ea-gam[il]                     | 9 jaar          | Erišum III (Assyrië)              |

Er is nog een koningslijst die nog wat informatie over de vroege koningen verschaft. De lijst is samengesteld uit tablet BM 35572 en elf andere fragmenten Koningslijst A geeft een som van jaren van 368 voor deze dynastie. De Synchronistische Koningslijst A.117 geeft de serie vanaf Damqi-ilišu, maar voegt nog een koning in tussen Gulkišar en Pešgaldarameš, geschreven als mDIŠ-U-EN de lezing ervan is niet bekend. Deze bron heeft aan geloofwaardigheid gewonnen omdat de vorm van de namen Pešgaldarameš en Ayadaragalama overeenkomt met die aangetroffen op een aantal economische tabletten uit de tijd zelf. Deze zijn niet lang geleden gepubliceerd, zie hieronder.

## Ander bewijs
De bronnen voor deze dynastie zijn uiterst schaars. Er is onvoldoende bewijs om deze koningen in een absolute chronologie te plaatsen of zelfs maar de wat twijfelachtig lange regeringsduren van koningslijst A te onderbouwen.

### Ilum-ma-ilī
Ilum-ma-ilī, of Iliman (mili-ma-an), de stichter van de dynastie is bekend vanwege zijn vermelding in de Kroniek van de Vroege Koningen die zijn geschillen met zijn Babylonische tijdgenoten Samsu-iluna en Abi-ešuḫ beschrijft. Er wordt verteld dat hij “(Samsu-ilunas) leger aanviel en versloeg.” Er wordt gedacht dat hij laat in de tijd van Samsu-iluna Nippur veroverde. Er zijn namelijk juridische documenten uit Nippur die naar zijn bewind gedateerd zijn. Abi-ešuh, Samsu-ilunas zoon en opvolger “trok op om Ilum-ma-ilī te verslaan” door de Tigris af te dammen, om hem zo uit het drasland waarin hij zich verborg te verdrijven. Deze poging leed blijkbaar schipbreuk omdat Ilum-ma-ilī beter thuis was in het gebied.

### Damqi-ilišu
De laatste jaarnaam van Ammi-ditana waar we weet van hebben vermeldt “het jaar waarin [hij] de stadmuur van Der / Udinim gebouwd door het leger van Damqi-ilišu verwoestte. Dit is tot dusver de enige aanduiding uit de tijd zelf ten aanzien van de spelling van zijn naam, die een verschil laat zien met de naam van de eerdere koning van Isin met deze naam.

### Gulkišar
Gulkišar, een naam die “plunderaar van de aarde” betekent, heeft weinig sporen nagelaten van zijn blijkbaar lange regering. Het colofon van een chemisch tablet dat een recept voor glazuur beschrijft zegt “eigendom van een priester van Marduk in Eridu”. Eridu is hier waarschijnlijk een wijk van Babylon, en niet de stad Eridu. Dit tablet is gedateerd mu.us-sa Gul-ki-šar lugal-e "jaar nadat Gul-kisar koning (werd?).” Een kudurru van de tijd van de Babylonische koning Enlil-nādin-apli, ca. 1103–1100 v.Chr., vermeldt de uitkomst van een onderzoek op last van de koning naar het eigendom van een stuk land dat door een tempel opgeëist werd. De gouverneurs van Bit-Sin-magir en Zeeland erkenden de eis op basis van een eerdere handeling van Gulkišar die “voor Nanse, zijn goddelijke meesteres de begrenzing van het land getrokken had.” Het is een vroeg voorbeeld van een Distanzangabe, een verklaring dat er 696 jaar verlopen was tussen Gulkišar en de tijd van Enlil-nādin-apli’s vader Nabû-kudurrī-uṣur, .

### Pešgaldarameš en Ayadaragalama
Pešgaldarameš, “zoon van de steenbok”, en Ayadaragalama, “zoon van de pientere hertenbok”, waren na elkaar opvolgers en afstammelingen (dumu, "zonen" in de brede zin van het woord) van Gulkišar.
Er is wat meer over hen bekend dankzij de tabletten van de verzameling van Martin Schøyen,  Deze tabletten beschrijven een periode van 15 tot 18 jaar die overlapt met een deel van de regeringsduur van beide koningen. De herkomst van de tabletten is niet helemaal duidelijk. Zij lijken uit dezelfde vondst te stammen, maar zij hebben lang in privé-handen stof verzameld nadat zij een eeuw voordien op de markt voor antiquiteiten werden opgekocht. De tebletten bevatten brieven, kwitanties, boekingen, personeellijsten enz en bevatten jaarnamen en andere verwijzingen naar de gebeurtenissen van deze anderszins duistere tijd. Boodschappers van Elam werden bevoorraad Anzak, een godheid van Dilmun (Bahrain) verschijnt als een theofoor element in namen en ene Nūr-Bau vraagt of hij de boten van Ešnunna moet vasthouden, een zeldzame late verwijzing naar wat ooit een welvarende Sumerische stad was. Naast de commerciële teksten zijn er ook twee omenteksten uit een andere privé-verzameling die dateren tot de regering van Pešgaldarameš en een kurugu-hymne die Ayadaragalama noemt. Een variant op het Gilgamesj-epos die de held in Ur plaatst, stamt ook uit deze tijd.
Ayadaragalama schijnt een veelbewogen regering gehad te hebben. Zijn eponiemen vermelden dat hij de “verzamelde macht van twee vijanden” wist af te weren. Mogelijk waren dit de Elamieten en de Kassieten. Een ander jaar is vernoemd naar het bouwen van een “grote ring tegen de Kalšu-vijand (de Kassieten)”. Een derde stelt dat dit het “jaar toen zijn land in opstand kwam” geweest was. Nog een jaarnaam vermeldt “het jaar toen Ayadaragalama koning was – nadat Enlil (voor hem?) het herderschap over de ganse aarde had gevestigd”. Er is ook een lijst van goden die onder andere Marduk en diens echtgenote Șarpanitum vernoemt, de goden van Babylon.
Een ambtenaar uit de Neo-Babylonische tijd nam een bronzen band met een inscriptie A-ia-da-a-ra, MAN ŠÚ “koning van de wereld,” mee naar Tell en-Nasbeh, waarschijnlijk als een antiek souvenir. Het werd daar weggegooid en pas in de 20e eeuw na Christus weer gevonden.

### Ea-gâmil
Ea-gâmil, de laatste koning van deze dynastie vluchtte naar Elam om te ontkomen aan de invasie geleid door de Kassitische hoofdman Ulam-Buriaš, broer van Kaštiliašu, die het Zeeland veroverde en “zich meester maakte van het land.”